# Fernando Savater

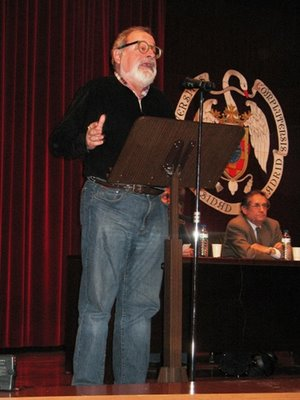
Fernando Savater (2007)

Fernando Fernández-Savater Martín, född 21 juni 1947 i San Sebastián, Spanien, är en spansk filosof, aktivist och romanförfattare.

## Biografi
Efter studier i filosofi och litteraturvetenskap vid universitetet i Madrid fick han tjänst vid Autonoma universitetet. Han satt en tid som politisk fånge, under Francoregimen, och förlorade sedan sin tjänst vid universitetet. Därefter levde han en tid i exil i Frankrike. Han doktorerade 1975 med en avhandling om Nietzsche och Cioran, anställdes vid filosofiska fakulteten vid universitetet i Baskien, och sedan vid Alcalá de Henares. Han ägnar sig särskilt åt etik och pedagogik, och hans akademiska verk har flerfaldigt prisbelönats. Hans filosofiska verk har översatts till arton språk. Etiken och hans ursprung har lett till att han har behandlat frågor om extremnationalism och terrorism, varför han lever under dödshot från ETA. Såsom ordförande för ¡Basta Ya! mottog Savater Sacharovpriset för mänskliga rättigheter (2000). 
Vid sidan av sin akademiska karriär har Savater skrivit romaner; sammanlagt har han utkommit med omkring 20 titlar. Detektivromanen La Hermandad de la buena suerte belönades 2008 med Premio Planeta de Novela, vilket med prissumman sex miljoner kronor är Spaniens största litteraturpris.